# Saint-Sorlin-de-Morestel
Pour les articles homonymes, voir Saint-Sorlin (homonymie).
Saint-Sorlin-de-Morestel est une commune française située dans le département de l'Isère en région Auvergne-Rhône-Alpes.

## Géographie

### Situation et description
Saint-Sorlin-de-Morestel est un village du Nord-Isère, région naturelle également connue sous le nom de Bas-Dauphiné. La commune est positionnée à l'est  de l'agglomération lyonnaise entre les  agglomérations de Morestel, au nord et de La Tour-du-Pin, au sud. Son altitude varie de 220 m à 419 m, la mairie se situant à 261 m.

### Communes limitrophes
Le territoire de Saint-Sorlin-de-Morestel n'est limitrophes que de trois autres communes.

### Climat
Pour des articles plus généraux, voir Climat d'Auvergne-Rhône-Alpes et Climat de l'Isère.
En 2010, le climat de la commune est de type climat océanique altéré, selon une étude du Centre national de la recherche scientifique s'appuyant sur une série de données couvrant la période 1971-2000. En 2020, Météo-France publie une typologie des climats de la France métropolitaine dans laquelle la commune est exposée à un climat de montagne ou de marges de montagne et est dans la région climatique  Alpes du nord, caractérisée par une pluviométrie annuelle de 1 200 à 1 500 mm, irrégulièrement répartie en été. 
Pour la période 1971-2000, la température annuelle moyenne est de 11,2 °C, avec une amplitude thermique annuelle de 17,8 °C. Le cumul annuel moyen de précipitations est de 1 110 mm, avec 10,2 jours de précipitations en janvier et 6,9 jours en juillet. Pour la période 1991-2020, la température moyenne annuelle observée sur la station météorologique de Météo-France la plus proche, « Bourgoin », sur la commune de Bourgoin-Jallieu à 16 km à vol d'oiseau, est de 12,4 °C et le cumul annuel moyen de précipitations est de 844,0 mm,. Pour l'avenir, les paramètres climatiques de la commune estimés pour 2050 selon différents scénarios d'émission de gaz à effet de serre sont consultables sur un site dédié publié par Météo-France en novembre 2022.

### Voies de communication
Le territoire communal est traversé par la route départementale 16 (RD16).

## Urbanisme

### Typologie
Au 1er janvier 2024, Saint-Sorlin-de-Morestel est catégorisée commune rurale à habitat dispersé, selon la nouvelle grille communale de densité à sept niveaux définie par l'Insee en 2022.
Elle appartient à l'unité urbaine de La Tour-du-Pin, une agglomération intra-départementale regroupant 15  communes, dont elle est une commune de la banlieue,,. La commune est en outre hors attraction des villes,.

### Occupation des sols
L'occupation des sols de la commune, telle qu'elle ressort de la base de données européenne d’occupation biophysique des sols Corine Land Cover (CLC), est marquée par l'importance des territoires agricoles (69,1 % en 2018), en diminution par rapport à 1990 (70,8 %). La répartition détaillée en 2018 est la suivante : 
zones agricoles hétérogènes (46 %), terres arables (23,1 %), forêts (19,4 %), zones urbanisées (11,5 %). L'évolution de l’occupation des sols de la commune et de ses infrastructures peut être observée sur les différentes représentations cartographiques du territoire : la carte de Cassini (XVIIIe siècle), la carte d'état-major (1820-1866) et les cartes ou photos aériennes de l'IGN pour la période actuelle (1950 à aujourd'hui).

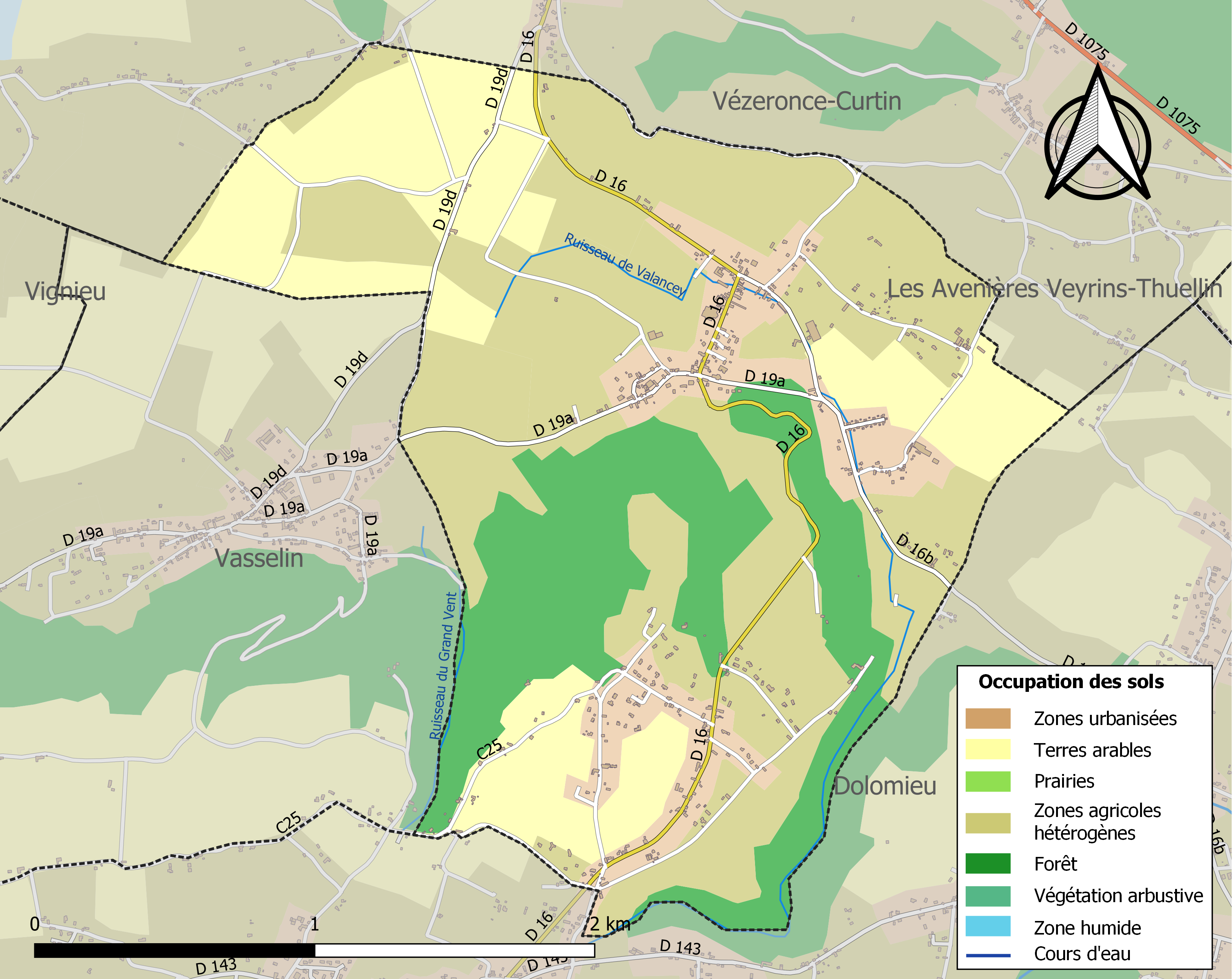
Carte des infrastructures et de l'occupation des sols de la commune en 2018 (CLC).

### Risques naturels et technologiques majeurs

#### Risques sismiques
L'ensemble du territoire de la commune de Saint-Sorlin-de-Morestel est situé en zone de sismicité n°3 (sur une échelle de 1 à 5), comme la plupart des communes de son secteur géographique.
| Type de zone | Niveau            | Définitions (bâtiment à risque normal) |
| ------------ | ----------------- | -------------------------------------- |
| Zone 3       | Sismicité modérée | accélération = 1,1 m/s2                |

## Toponymie
Saint-Sorlin est une contraction de Sanctus Saturninus, nom latin de Saint Saturnin, premier évêque de Toulouse. L'ajout du nom de Morestel est lié à sa proximité de cette commune avec cette ville portant ce nom.

### Administration municipale

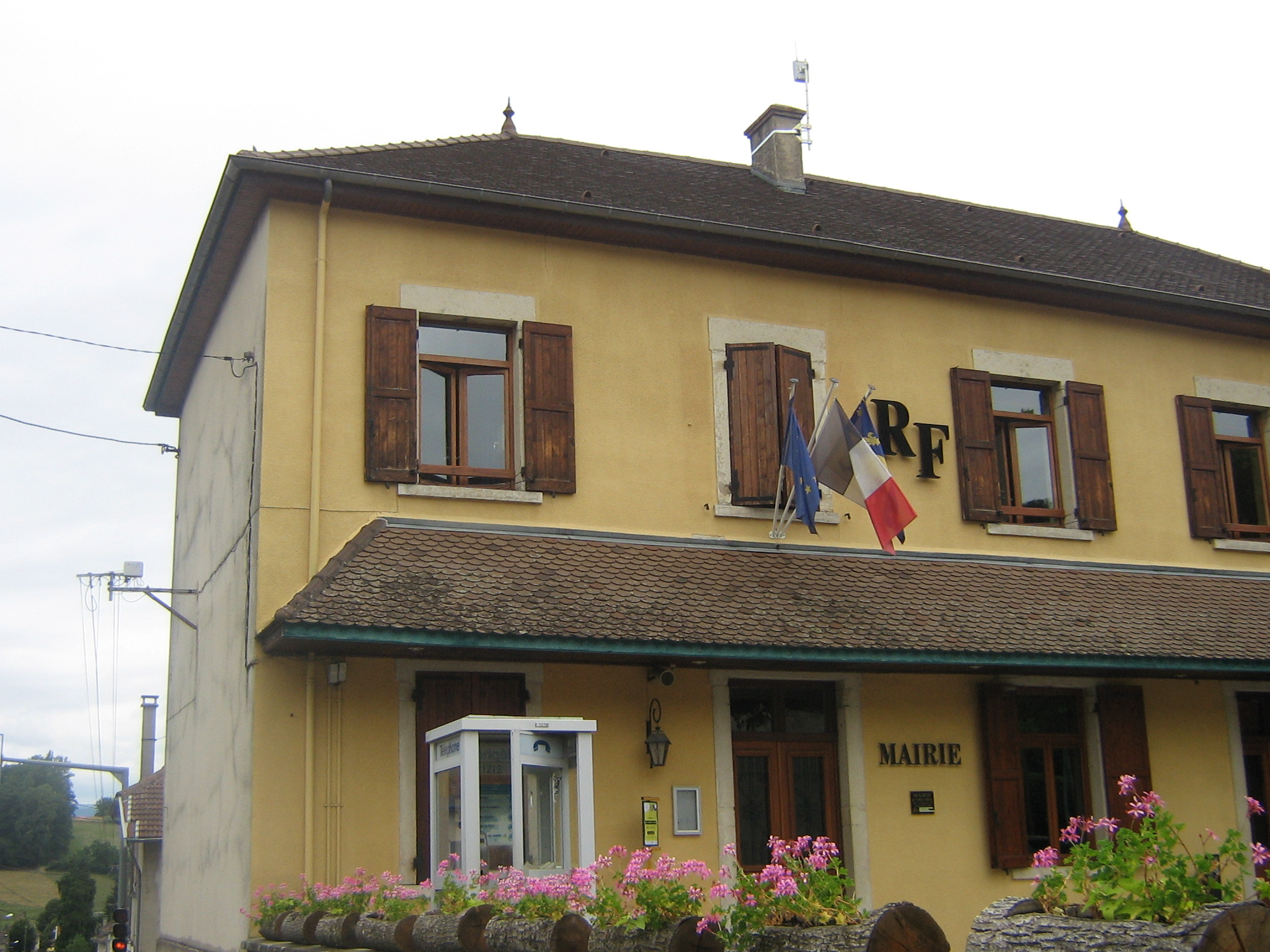
La mairie.

## Politique et administration

### Liste des maires
| Période | Période  | Identité              | Étiquette | Qualité |
| ------- | -------- | --------------------- | --------- | ------- |
| 1793    | 1797     | Antoine Chavanel      |           |         |
| 1798    | 1805     | Alexis Magaud         |           |         |
| 1806    | 1831     | Georges Magaud        |           |         |
| 1831    | 1831     | Joseph Teillon        |           |         |
| 1831    | 1834     | Antoine Magaud        |           |         |
| 1834    | 1835     | Jean Platroz          |           |         |
| 1835    | 1843     | Jean Orcel            |           |         |
| 1844    | 1846     | Jean Bejui            |           |         |
| 1846    | 1855     | François Bernachot    |           |         |
| 1855    | 1862     | Joseph Benoit         |           |         |
| 1863    | 1871     | Jean Orcel            |           |         |
| 1871    | 1874     | François Bernachot    |           |         |
| 1875    | 1880     | Joseph Magaud         |           |         |
| 1881    | 1890     | Henri Chavanel        |           |         |
| 1890    | 1899     | Joseph Guinet         |           |         |
| 1900    | 1912     | Joseph Blanchin       |           |         |
| 1912    | 1926     | Jean Orcel            |           |         |
| 1926    | 1959     | Louis Claudius Genin  |           |         |
| 1959    | 1971     | Augste Joseph Laurent |           |         |
| 1971    | 1983     | Georges Meyer         |           |         |
| 1983    | 2008     | Lucien Vincent        | DVD       |         |
| 2008    | 2020     | Philippe Allagnat     |           |         |
| 2020    | En cours | Nicole Genin          |           |         |

## Population et société

### Démographie
L'évolution du nombre d'habitants est connue à travers les recensements de la population effectués dans la commune depuis 1793. Pour les communes de moins de 10 000 habitants, une enquête de recensement portant sur toute la population est réalisée tous les cinq ans, les populations de référence des années intermédiaires étant quant à elles estimées par interpolation ou extrapolation. Pour la commune, le premier recensement exhaustif entrant dans le cadre du nouveau dispositif a été réalisé en 2004.

En 2022, la commune comptait 613 habitants, en évolution de −3,31 % par rapport à 2016 (Isère : +3,07 %, France hors Mayotte : +2,11 %).
| 1793 | 1800 | 1806 | 1821 | 1831 | 1836 | 1841 | 1846 | 1851 |
| ---- | ---- | ---- | ---- | ---- | ---- | ---- | ---- | ---- |
| 420  | 432  | 471  | 524  | 576  | 590  | 631  | 646  | 625  |

| 1856 | 1861 | 1866 | 1872 | 1876 | 1881 | 1886 | 1891 | 1896 |
| ---- | ---- | ---- | ---- | ---- | ---- | ---- | ---- | ---- |
| 618  | 662  | 721  | 710  | 730  | 695  | 715  | 693  | 720  |

| 1901 | 1906 | 1911 | 1921 | 1926 | 1931 | 1936 | 1946 | 1954 |
| ---- | ---- | ---- | ---- | ---- | ---- | ---- | ---- | ---- |
| 685  | 591  | 519  | 451  | 448  | 439  | 391  | 377  | 395  |

| 1962 | 1968 | 1975 | 1982 | 1990 | 1999 | 2004 | 2006 | 2009 |
| ---- | ---- | ---- | ---- | ---- | ---- | ---- | ---- | ---- |
| 362  | 338  | 316  | 388  | 423  | 448  | 536  | 539  | 546  |

| 2014 | 2019 | 2022 | - | - | - | - | - | - |
| ---- | ---- | ---- | - | - | - | - | - | - |
| 600  | 614  | 613  | - | - | - | - | - | - |

### Enseignement
La commune est rattachée à l'académie de Grenoble.

### Médias
Historiquement, le quotidien à grand tirage Le Dauphiné libéré consacre, chaque jour, y compris le dimanche, dans son édition du Nord-Isère, un ou plusieurs articles à l'actualité de la communauté de communes, ainsi que des informations sur les éventuelles manifestations locales, les travaux routiers, et autres événements divers à caractère local.

## Économie
La commune se situe dans les zones d'appellations suivantes, décernées par l'INAO :
- IGP Emmental français Est Central (Label Rouge).
- IGP Volailles de l’Ain (Label Rouge : poulet cou nu jaune fermier de l'Ain, entier et découpes ; pintade fermière et découpe ; poulet cou nu blanc fermier de l'Ain entier et découpe ; poulet cou nu noir fermier de l'Ain entier et découpe ; dinde fermière de Noël ; chapon fermier).
- IGP Comtés Rhodaniens blanc.
- IGP Comtés Rhodaniens rosé.
- IGP Comtés Rhodaniens rouge.
- IGP Isère blanc.
- IGP Isère rosé.
- IGP Isère rouge.

## Culture et patrimoine

### Monuments

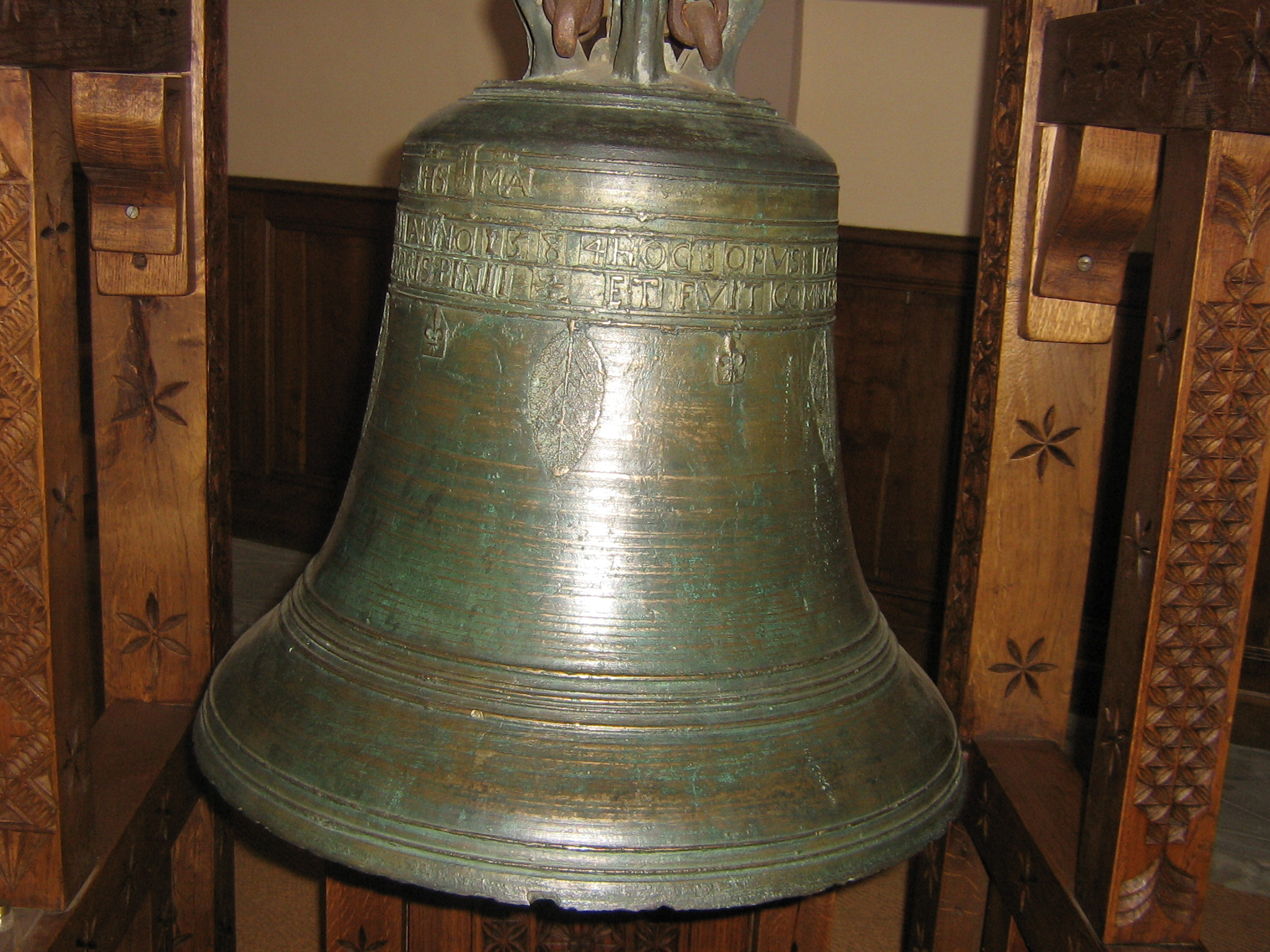
Cloche du XVIe siècle classée Monuments Historiques, exposée dans l'église.

- L'église Saint-Saturnin datant du XIXe siècle. Elle abrite une cloche en bronze du XVIe siècle (1584), d'un diamètre de 58 cm, de note ut dièse et portant des inscriptions latines. Elle est classée au titre des Monuments Historiques.

### Blason et logotypes
Le soleil en deux parties représente un S (pour Saint ou Sorlin) et les deux collines représentent le M de Morestel. Elles sont légèrement décalées, afin de signifier que la commune est composée de deux niveaux.
Le rouge représente la vigne, le jaune, les céréales, le vert, l'environnement, le blanc, la pureté et le lait, et le bleu, l'eau (le ruisseau de Valencey). Le carré qui entoure le logo représente la force.